# 特米河
特米河（羅馬化：Reka Tym，日语：／ tsuimi kawa），明时称兀烈河，清时称达溪河，是俄罗斯萨哈林州库页岛北部的主要河流。发源于东萨哈林山脉纳比尔斯基山脊的洛帕京山南坡，向北流淌，中游流经特米-幌内低地，此处河宽达60米，下游河宽有时可达200米，水流湍急，河床经常转弯，在诺格利基注入内斯基湾。流经特莫夫斯科耶区和诺格利基区，河的下游可通航。全长330公里，流域面积7,850平方公里，平均斜率0.36%，距河口80公里处流量为89立方米每秒。水源主要来自冰雪融水。通常11月底或12月初上冻，4月下旬至5月初化冻。该河是库页岛第二大河，流域面积排全俄第10名。皮连加河、帕尔卡塔河、伊姆钦河、乌斯科沃河等从右岸汇入，内什河、恰奇马河、小特米河、亚历山德罗夫卡河、克拉斯纳亚河等从左岸汇入。它的一些支流是鲑鱼的产卵地。河名源于尼夫赫语的“тымы（鱼产卵处）”和“и（河）”，意为“产卵河”。